# 14632 Flensburg
14632 Flensburg è un asteroide della fascia principale. Scoperto nel 1998, presenta un'orbita caratterizzata da un semiasse maggiore pari a 2,6660543 UA e da un'eccentricità di 0,2194631, inclinata di 1,54024° rispetto all'eclittica.
L'asteroide è dedicato all'omonima città tedesca, la più settentrionale dello stato.